# Rat für das Europäische Hilfswerk
Der Rat für das Europäische Hilfswerk (englisch European Relief Council), auch Europäischer Hilfsrat genannt, war eine am 27. September 1920 gegründete amerikanische Organisation, in der neun mit Hilfeleistungen im Nachkriegs-Europa befasste Einzelorganisationen sich zusammenfanden, um auf Anregung von Herbert C. Hoover hin, ihre Aktivitäten zu koordinieren.
Nachdem 1919 mit der anfangs noch öffentlich-rechtlichen American Relief Administration auf die dringendsten Notstände infolge des Ersten Weltkriegs reagiert worden war, machte das Fortbestehen des Mangels an Nahrung für Kinder ein privates Engagement erforderlich. Da die schon parallel laufenden Aktionen einzelner Hilfsorganisationen nur gebündelt das Problem würden lösen können, beteiligten sich folgende Organisationen am Europäischen Hilfsrat:
- American Friends Service Committee (Quäkerhilfswerk)
- American Red Cross (Amerikanisches Rotes Kreuz)
- American Relief Administration (Verwaltung des Amerikanischen Hilfswerks)
- Federal Council of the Churches of Christ in America (Kirchenbund)
- Jewish Joint Distribution Committee (Jüdisches Hilfswerk)
- Kolumbusritter
- National Catholic Welfare Council (Nationaler Katholischer Wohlfahrtsrat)
- Young Men’s Christian Association (Christlicher Verein Junger Männer)
- Young Women’s Christian Association (Christlicher Verein Junger Frauen)

Es wurde beschlossen, dass die Hilfe für notleidende Kinder in Mittel- und Osteuropa bis zur nächsten Ernte Vorrang vor jeglicher anderen Hilfe für Europa haben sollte. Geschätzte 3,5 Millionen Kinder in arger Not veranlassten die amerikanische Öffentlichkeit zur größten bisher da gewesenen Wohltätigkeitsaktion. Der Erfolg lag am guten Ruf des Vorsitzenden Hoover und der beteiligten Organisationen, aber auch an den Unterstützungskomitees, die sich in vielen Städten formierten. Durch den sogenannten Hoover-Drive kamen 29,5 Millionen Dollar zusammen, von denen der A.R.A. mit 15,7 Millionen und dem Roten Kreuz mit 10 Millionen Dollar die größten Posten für ihre Arbeit zugewiesen wurden. Die A.R.A. hatte nach ihrer Umwandlung in ein privatrechtliches Kinderhilfswerk von Juli 1919 an die genaue Bezeichnung „American Relief Administration European Children’s Fund“.

## Nachweise
- Frank M. Surface / Raymond L. Bland: American Food in the World War and Reconstruction Period. Operations of the Organizations Under the Direction of Herbert Hoover 1914 to 1924, Stanford University Press, Stanford 1931, S. 77–80
- Hermann Stöhr: So half Amerika. Die Auslandshilfe der Vereinigten Staaten 1812–1930, Ökumenischer Verlag, Stettin 1936, S. 160–164
- Herbert Hoover: Memoiren (Bd. 2). Das Kabinett und die Präsidentschaft 1920–1933, Matthias-Grünewald-Verlag, Mainz 1952, S. 22–25